# Podulaka
Podulaka je gručasta vas v Občini Velike Lašče, ki leži na pobočju Hriba pod Ulako.